# 迪克蘭·麥克馬納斯
迪克蘭·麥克馬納斯（英語：Declan McManus；1994年8月3日—）是一位蘇格蘭足球運動員。在場上的位置是前鋒。他現在效力於蘇格蘭足球冠軍聯賽球隊邓弗姆林。

## 外部連結
- 足球数据库：迪克蘭·麥克馬納斯的球员统计数据